# Imants Kalniņš
Imants Kalniņš   (Riga, 26 de maig de 1941) és un dels més importants compositors de la història de la música letona. Com a polític ha estat diputat del Saeima a les 5a, 7a, 8a i 9a legislatures pel partit Per la Pàtria i la Llibertat/LNNK.
Va estudiar música clàssica així com música coral, ha escrit sis simfonies, diverses òperes (incloent la primera òpera rock "Ei, jūs tur!" a l'URSS), oratoris, cantates, música per a cinema i teatre musical. Tanmateix, és més conegut per les seves cançons de rock, essent considerat com el primer compositor intel·lectual de música rock. Entre els seus alumnes es compten Adolf Petrovich Skulte.
Autor d'una traducció de l'Alcorà al letó, per l'abril de 2015, va anunciar la seva conversió a l'islam.

## Obres clau
- Concert per a violoncel i orquestra (1963)
- 1.simfonia (1964)
- 2.simfonia (1965)
- Concert per a orquestra (1966)
- "Oktobra oratorija" (1967)
- 3.simfonia (1968)
- Òpera rock "Ei, jūs tur!" (1971)
- Oratori "Dzejnieks un nāra" (1973)
- 4.simfonia (1973)
- Opereta "No saldenās pudeles" (1975)
- Opereta "Quo vadis, mana ģitāra?" (1976)
- Oratori "Rīta cēliens" (1977)
- opera "Spēlēju, dancoju" (1977)
- 5.simfonia (1979)
- Òpera "Ifigēnija Aulidā" (pirmizrāde 1982)
- 6.simfonia (2001)